# Heinrich Horlbeck

Heinrich Horlbeck

Heinrich Horlbeck (* 5. November 1897 in Bayreuth; † 1980) war ein deutscher Politiker (NSDAP).

## Biografie
Nach dem Besuch der Volksschule und der Realschule absolvierte Horlbeck von 1912 bis 1915 eine kaufmännische und technische Lehre (Papierbranche und Buchbinderei). Anschließend nahm er am Ersten Weltkrieg teil. Zum 1. März 1928 trat er in die NSDAP (Mitgliedsnummer 77.094) und im selben Jahr in die SA ein, in der er den Rang eines Standartenführers erreichte. Horlbeck leitete hauptamtlich das Gaupersonalamt und war zudem Gaubereichsoberleiter der Partei.
Am 29. November 1941 trat Horlbeck im Nachrückverfahren für den verstorbenen Abgeordneten Heinrich Hager als Abgeordneter für den Wahlkreis 26 (Franken) in den nationalsozialistischen Reichstag ein, aus dem er am 4. Februar 1942 vorläufig wieder ausschied. Am 14. Januar 1943 trat er erneut als Ersatzmann in den Reichstag ein; diesmal für den Abgeordneten Richard Wagenbauer und erneut für den Wahlkreis 26. Horlbeck gehörte dem Parlament diesmal bis zum Ende der NS-Herrschaft im Frühjahr 1945 an.
Eine Schrift aus dem Jahr 1964 verzeichnet einen in Bayreuth niedergelassenen Buchbindermeister Heinrich Horlbeck, der mit großer Wahrscheinlichkeit mit dem Reichstagsabgeordneten identisch ist.